# Billy Foulkes
Billy Foulkes, all'anagrafe William Isaiah Foulkes (Merthyr Tydfil, 29 maggio 1926 – Chester, 7 febbraio 1979) è stato un calciatore gallese, di ruolo centrocampista.

## Carriera

### Club
Tra il 1945 ed il 1948 ha fatto parte della rosa dei gallesi del Cardiff City, nella prima divisione inglese, senza di fatto però mai scendere in campo in incontri ufficiali con la maglia dei Ninians; successivamente si è trasferito al Chester City, con cui all'età di 25 anni nel 1951 ha fatto pertanto il suo vero e proprio esordio tra i professionisti, nella terza divisione inglese. Rimane nel club fino all'ottobre del 1951 quando, dopo complessive 14 reti in 118 partite di campionato giocate viene ceduto per 12500 sterline (all'epoca la cifra più alta mai incassata dal Chester City per la cessione di un suo giocatore) al Newcastle Utd, club di prima divisione.
La sua permanenza alle Magpies si protrae fino al termine della stagione 1953-1954, con un bilancio totale di 67 presenze e 9 reti fra tutte le competizioni ufficiali con il club bianconero, tra cui 58 presenze ed 8 reti nel campionato di prima divisione. Nella stagione 1951-1952 vince inoltre la FA Cup. Trascorre poi un biennio al Southampton, club di seconda divisione, con il quale tra il 1954 ed il 1956 realizza una rete in complessive 23 presenze in questa categoria; successivamente, dopo una breve parentesi con i semiprofessionisti del Winsford Utd nella parte conclusiva della stagione 1955-1956, fa ritorno al Chester City, in terza divisione, restando in tale categoria per un biennio, fino alla nascita della Fourth Division all'inizio della stagione 1958-1959, giocando poi per un ulteriore triennio in tale divisione: tra il 1956 ed il 1961 segna in totale altri 23 gol in 178 partite con il club, per un totale di 296 presenze e 37 reti in incontri di campionato con il club, di cui è il decimo giocatore di sempre per numero di presenze in incontri ufficiali. Si ritira definitivamente nel 1962, dopo aver vestito anche la maglia dei semiprofessionisti dell'Hyde.
In carriera ha totalizzato complessivamente 377 presenze e 46 reti nei campionati della Football League.

### Nazionale
Tra il 1951 ed il 1954 ha totalizzato complessivamente 11 presenze (3 delle quali in incontri di qualificazione ai campionati europei) ed una rete con la nazionale gallese.

## Palmarès

### Club

#### Competizioni nazionali
- Coppa d'Inghilterra: 1

Newcastle: 1951-1952

#### Competizioni regionali
- Lancashire Senior Cup: 1

Chester City: 1956-1957